# Kemp Powers
Kemp Powers (New York, 30 ottobre 1973) è un drammaturgo, sceneggiatore e regista statunitense.

## Carriera
Dopo aver esordito col cortometraggio This Day Today (2012), nel 2013 Kemp Powers ha scritto il dramma One Night in Miami, osannato dalla critica. Nel 2017 viene scelto per scrivere alcuni episodi della prima stagione della serie Star Trek: Discovery e nel 2018 ha scritto la sceneggiatura del film d'animazione Soul (2020) insieme a Pete Docter e Mike Jones, ricoprendo anche il ruolo di co-regista insieme a Docter. Nel 2019 il suo dramma One Night in Miami viene trasposto per il cinema col film Quella notte a Miami... (2020), di cui Powers ha curato la sceneggiatura.

## Filmografia

### Sceneggiatore

#### Cinema
- Quella notte a Miami... (One Night in Miami...), regia di Regina King (2020)
- Soul, regia di Pete Docter e Kemp Powers (2020)

#### Televisione
- Star Trek: Discovery - serie TV, 5 episodi (2017)

#### Cortometraggi
- This Day Today, regia di Lynn Ferguson (2012)

### Regista
- Soul, co-regia con Pete Docter (2020)
- Spider-Man: Across the Spider-Verse, co-regia con Joaquim Dos Santos e Justin K. Thompson (2023)

### Produttore
- Quella notte a Miami... (One Night in Miami...), regia di Regina King (2020)

### Attore
- Fight Your Way Out, regia di Orlando Bishop e Sharae Nikai (2017)

## Teatrografia

### Drammaturgo
- One Night in Miami (2013)
- Little Black Shadows (2018)

## Riconoscimenti
- 2021 – Premio Oscar[8]
  - Candidatura per la migliore sceneggiatura non originale per Quella notte a Miami...
- 2020 – Florida Film Critics Circle[9]
  - Candidatura per la miglior sceneggiatura originale per Soul
- 2020 – Chicago Film Critics Association Awards[10]
  - Candidatura per la migliore sceneggiatura originale per Soul
  - Candidatura per la migliore sceneggiatura non originale per Quella notte a Miami...
- 2021 – Alliance of Women Film Journalists
  - Candidatura per la miglior sceneggiatura adattata per Quella notte a Miami...
- 2021 – Critics' Choice Awards[11]
  - Candidatura per la miglior sceneggiatura non originale per Quella notte a Miami...
- 2021 – Satellite Award[12]
  - Candidatura per la miglior sceneggiatura non originale per Quella notte a Miami...
  - Candidatura per la migliore sceneggiatura originale per Soul
- 2021 – Washington D.C. Area Film Critics Association[13]
  - Candidatura per la miglior sceneggiatura adattata per Quella notte a Miami...